# Saâd Tedjar
Saâd Tedjar est un footballeur international algérien né le 14 janvier 1986 à Béjaïa. Il évoluait au poste de milieu de terrain.
Il compte 7 sélections en équipe nationale entre 2011 et 2013.

## Biographie
Saâd Tedjar commence sa carrière professionnelle au Paradou AC. Il y évolue pendant trois saisons de 2006 à 2009. Il signe ensuite à la JS Kabylie avec laquelle il remporte la Coupe d'Algérie 2011. on retiendra aussi son but d anthologie face Al Ahly SC en Ligue des champions de la CAF 2010.
Le 12 novembre 2011, Tedjar fait ses débuts avec l'équipe d'Algérie en entrant en jeu à la 74e minute lors d'un match amical face à la Tunisie.
Le 28 mai 2012, Tedjar s'engage pour deux saisons avec l'USM Alger.

## Statistiques
| Saison                | Club                  | Championnat           | Championnat | Championnat | Coupe(s) nationale(s) | Coupe(s) nationale(s) | Compétition(s) continentale(s) | Compétition(s) continentale(s) | Compétition(s) continentale(s) | Autres compétitions | Autres compétitions | Autres compétitions | Total | Total |
| Saison                | Club                  | Division              | M.          | B.          | M.                    | B.                    | Comp.                          | M.                             | B.                             | Comp.               | M.                  | B.                  | M.    | B.    |
| 2006-2007             | Paradou AC            | 1                     | 27          | 2           | -                     | -                     | -                              | -                              | -                              | -                   | -                   | -                   | 27    | 2     |
| 2007-2008             | Paradou AC            | 2                     | 31          | 4           | 2                     | 0                     | -                              | -                              | -                              | -                   | -                   | -                   | 33    | 4     |
| 2008-2009             | Paradou AC            | 2                     | 30          | 9           | 2                     | 0                     | -                              | -                              | -                              | -                   | -                   | -                   | 32    | 9     |
| 2009-2010             | JS Kabylie (prêt)     | 1                     | 27          | 3           | 5                     | 1                     | C1                             | 12                             | 1                              | -                   | -                   | -                   | 44    | 5     |
| 2010-2011             | JS Kabylie            | 1                     | 22          | 3           | 6                     | 2                     | C3                             | 9                              | 3                              | -                   | -                   | -                   | 37    | 8     |
| 2011-2012             | JS Kabylie            | 1                     | 21          | 2           | 1                     | 0                     | -                              | -                              | -                              | -                   | -                   | -                   | 22    | 2     |
| 2012-2013             | USM Alger             | 1                     | 16          | 1           | 3                     | 0                     | C3                             | 2                              | 0                              | UAFA                | 5                   | 1                   | 26    | 2     |
| 2013-2014             | ASO Chlef             | 1                     | 23          | 4           | 1                     | 0                     | -                              | -                              | -                              | -                   | -                   | -                   | 24    | 4     |
| 2014-2015             | ASO Chlef             | 1                     | 24          | 5           | 5                     | 2                     | C3                             | 3                              | 0                              | -                   | -                   | -                   | 32    | 7     |
| 2015-2016             | MO Béjaïa             | 1                     | 12          | 0           | 0                     | 0                     | -                              | -                              | -                              | -                   | -                   | -                   | 12    | 0     |
| 2015-2016             | ASO Chlef             | 2                     | 8           | 0           | 0                     | 0                     | -                              | -                              | -                              | -                   | -                   | -                   | 8     | 0     |
| 2016-2017             | CA Bordj Bou Arreridj | 2                     | 20          | 1           | 6                     | 0                     | -                              | -                              | -                              | -                   | -                   | -                   | 26    | 1     |
| Total sur la carrière | Total sur la carrière | Total sur la carrière | 259         | 34          | 31                    | 5                     | -                              | 26                             | 4                              | -                   | 5                   | 1                   | 321   | 44    |

## Palmarès

### En clubs
- Vainqueur de la Coupe d'Algérie en 2011 avec la JS Kabylie.
- Vainqueur de la Coupe d'Algérie en 2013 avec l'USM Alger.
- Vainqueur de la Coupe de l'UAFA en 2013 avec l'USM Alger.
- Finaliste de la Supercoupe d'Algérie en 2015 avec le MO Béjaïa.

### Distinctions personnels
- Meilleur joueur de la JS Kabylie sur la phase aller du championnat 2009-2010.

### Avec l'équipe d'Algérie
Le tableau suivant indique les rencontres de l'équipe d'Algérie dans lesquelles Saâd Tedjar a été sélectionné depuis le 12 novembre 2011 jusqu'à 30 janvier 2013.